# Marcin Starzak
Marcin Michał Starzak (ur. 20 października 1985 w Krakowie) – polski lekkoatleta, skoczek w dal.

## Kariera
Młodzieżowy rekordzista Polski – 8,21 m (2007) i halowy rekordzista kraju – 8,18 m (2009). 4-krotny mistrz Polski (2006, 2007, 2008 oraz 2010), 6-krotny halowy mistrz kraju (2006, 2007, 2008, 2009, 2010 i 2012). Dwukrotnie drugi (2007 – 7,82 m; 2008 – 8,09 m) i raz trzeci (2006 – 8,09 m) w superlidze pucharu Europy. Podczas halowych mistrzostw Europy (Birmingham 2007) zajął 6. lokatę, a w marcu 2008 na halowych mistrzostw świata w Walencji zajął siódme miejsce z wynikiem 7,74 m (el. 7,92 m). Ma 178 cm wzrostu i waży 66 kg.
Poniżej oczekiwań zaprezentował się podczas igrzysk olimpijskich w Pekinie, uzyskując w eliminacjach skoku w dal 7,62 m.
14 lutego 2009 w Walencji ustanowił halowy rekord Polski wynikiem 8,07 m (wcześniej dwukrotnie wyrównywał stary rekord Grzegorza Cybulskiego). Podczas halowych mistrzostw Europy w Turynie dwa razy poprawił (8,10 m oraz 8,18 m) własny halowy rekord Polski i zdobył brązowy medal. Brązowy medalista uniwersjady (Belgrad 2009) z wynikiem 8,10 m.

## Osiągnięcia
| Rok  | Impreza                                 | Miejsce    | Lokata            | Wynik |
| ---- | --------------------------------------- | ---------- | ----------------- | ----- |
| 2003 | Mistrzostwa Europy juniorów             | Tampere    | 10. miejsce       | 7,23  |
| 2005 | Halowe mistrzostwa Europy               | Madryt     | el. – 16. miejsce | 7,74  |
| 2005 | Młodzieżowe mistrzostwa Europy          | Erfurt     | 6. miejsce        | 7,77  |
| 2006 | Halowy puchar Europy                    | Moskwa     | 4. miejsce        | 7,75  |
| 2006 | Superliga pucharu Europy                | Malaga     | 3. miejsce        | 8,09  |
| 2006 | Mistrzostwa Europy                      | Göteborg   | el. – 18. miejsce | 7,73  |
| 2007 | Halowe mistrzostwa Europy               | Birmingham | 6. miejsce        | 7,88  |
| 2007 | Superliga pucharu Europy                | Monachium  | 2. miejsce        | 7,82  |
| 2007 | Uniwersjada                             | Bangkok    | el. – 9. miejsce  | 7,60  |
| 2007 | Mistrzostwa świata                      | Osaka      | el. – 14. miejsce | 7,92  |
| 2008 | Halowe mistrzostwa świata               | Walencja   | 7. miejsce        | 7,74  |
| 2008 | Superliga pucharu Europy                | Annecy     | 2. miejsce        | 8,09  |
| 2008 | Igrzyska olimpijskie                    | Pekin      | el. – 33. miejsce | 7,62  |
| 2009 | Halowe mistrzostwa Europy               | Turyn      | 3. miejsce        | 8,18  |
| 2009 | Superliga drużynowych mistrzostw Europy | Leiria     | 11. miejsce       | 7,51  |
| 2009 | Uniwersjada                             | Belgrad    | 3. miejsce        | 8,10  |

## Rekordy życiowe
- skok w dal – 8,21 m (4 lipca 2007, Salamanka) – 3. wynik w historii polskiej lekkoatletyki[3]